# یواخیم اگلینگ
یواخیم اگلینگ (به آلمانی: Joachim Eggeling) (زاده ۳۰ نوامبر ۱۸۸۴ – درگذشته ۱۵ آوریل ۱۹۴۵) یک ژنرال آلمانی در دوره رایش سوم و گولایتر ایالت زاکسن-آنهالت بود. وی در ۱۵ آوریل ۱۹۴۵ در هاله خودکشی کرد.